# الانتخابات الرئاسية التركية 1980
شهدت الانتخابات الرئاسية التركية لسنة 1980 فشلا في اختيار الرئيس السابع للبلاد، خلفا للرئيس فخري كوروترك. جرت الجولة الأولى من الانتخابات في 12 مارس 1980، واستمرت لـ 115 جولة لم تكلل بالنجاح.انتهت الانتخابات بعد تدخل الجيش عبر انقلاب جرى بتاريخ 12 سبتمبر 1980.

## خلفية
بدأت الأجندة الانتخابية مع انتهاء ولاية الرئيس فخري كوروترك والتي كانت مدتها 7 سنوات في أبريل 1980. ووفقاً لدستور عام 1961، يحتاج المرشح الفائز إلى ثلثي أصوات مجموع أعضاء البرلمان قصد انتخابه رئيسا للجمهورية. تقدم المرشح فايك تورون عن حزب العدالة. كما ترشح محسن باتور عن حزب الشعب الجمهوري. كلاهما كان جنرالا سابقا في الجيش. خلال خمسة أشهر ونصف من انتخابات بما يعادل 115 جلسة تصويت لم يفلح أي مرشح بالضفر بالأغلبية المطلوبة. وقع الاتفاق على مرشح آخر وهو إحسان صبري شلايانجيل، عضو حزب العدالة حيث عقدت الجولة الأخيرة بتاريخ 11 سبتمبر 1980 تم تأجيلها من طرف رئيس البرلمان لجلسة 12 سبتمبر 1980 على الساعة 3 زوالا. لم تتكلل الجلسة بالنجاح حيث تم إلغاءها بسبب الانقلاب العسكري .